# Donald Robertson (Marathonläufer)
Donald Robertson (Donald McNab Robertson; * 7. Oktober 1905 in Glasgow; † 14. Juni 1949 ebenda) war ein britischer Marathonläufer.

## Leben
1930 wurde er bei seinem Debüt Neunter der Englischen Meisterschaft in 2:55:56 h. 1932 wurde er mit seiner persönlichen Bestleistung von 2:34:33 h Englischer Meister, konnte jedoch wegen finanzieller Schwierigkeiten nicht an den Olympischen Spielen in Los Angeles teilnehmen.
Zwischen 1932 und 1939 gewann Robertson sechs Marathon-Titel bei den AAA Championships.
Nachdem er 1933 und 1934 den Englischen Meistertitel verteidigt hatte, gewann er bei den British Empire Games 1934 in London für Schottland startend Silber. 1936 holte er in 2:35:03 h seinen vierten Englischen Meistertitel und wurde in 2:37:07 Siebter bei den Olympischen Spielen in Berlin.
1937 wurde er in 2:37:20 erneut Englischer Meister und Sechster bei der Französischen Meisterschaft. Im Jahr darauf wurde er Vierter bei den British Empire Games 1938 in Sydney und Northumberland-Meister. 1939 folgte der sechste Englische Meistertitel in 2:35:37.
1946 wurde er der erste Schottische Meister und Englischer Vizemeister. Im Jahr darauf verteidigte er den Schottischen Titel und wurde Dritter bei der Englischen Meisterschaft.
Im Alter von 43 Jahren starb er an einer Lungenembolie.